# Conary
Conary est un gestionnaire de paquets libre créé par l'entreprise rPath (en), Inc. D'abord diffusé sous les termes de la Common Public License, il est désormais publié sous licence GNU GPL version 3. Il installe les paquets en résolvant automatiquement les dépendances. 
Conary est utilisé par les distributions Foresight Linux, rPath Linux et Oz Linux.

## Spécificités
Lors de la mise à jour d'un paquet, Conary met à jour uniquement les fichiers modifiés et non pas le paquet entier. Cette méthode permet de gagner du temps et de la bande passante lors des mises à jour. Ce modèle contraste avec ceux plus répandus, de rpm et d'apt, qui téléchargent l'intégralité du paquet si un des fichiers a subi une modification.
Conary peut aussi effectuer un rollback des installations de paquets, et des paquets dérivés.

## Création de paquets pour Conary
Conary fournit un langage de description basé sur Python, qui se veut concis et facile à utiliser, pour spécifier comment créer un paquet.
La chaîne de compilation de Conary inclut rmake, un serveur de construction pour les paquets de Conary qui crée les paquets dans des environnements chrootés, lesquels ne contiennent que les éléments nécessaires qui sont explicitement listés par les paquets, ainsi que quelques autres paquets fondamentaux. Ceci est très utile pour les personnes qui maintiennent ces paquets, car cela implique que les constructions de paquets peuvent s'effectuer sous un environnement reproductible, et que les mainteneurs ne peuvent accidentellement introduire des dépendances ou des particularités propres à l'environnement de leur machine (tels que des fichiers de configuration modifiés ou des paquets supplémentaires non documentés).

## Interfaces graphiques
- PackageKit – l'interface graphique par défaut de Conary pour Foresight Linux